# Литературное творчество императора Ле Тхань-тонга
Литературное творчество императора Ле Тхань-тонга — поэтические сборники как на ханване (вьетнамское название классического китайского литературного  языка - вэньяня), так и на родном языке — тьы-номе, ритуальное произведение, написанное в жанре вантэ (произведения данного жанра писались для исполнения во время ритуала по случаю полнолуния седьмого месяца, которое считалось днем очищения бесприютных душ от греха), сборник новелл. Период правления императора Ле Тхань-тонга вошёл в историю как «золотой век» вьетнамской литературы, а сам император прославился не только как мудрый правитель, реформатор и полководец, но и как талантливый литератор.

## Характеристика творчества
Литературное творчество императора – явление весьма характерное для Китая, Японии, Кореи и Вьетнама, то есть для тех стран, где конфуцианские идеи прочно утвердились в культуре и системе мировосприятия. Центральное понятие конфуцианства — понятие благородного (в нравственном плане) мужа — неотделимо от литературного творчества и категории «вэнь». «Вэнь» — это специфическая философско-эстетическая категория, которая может переводиться как «письменность, изящная словесность, культура», а также как «образованность, просвещённость». Благородный муж представлялся человеком с блестящим образованием и талантами, которые он мог применить в государственной службе или, напротив, развивать в уединении. Литературное творчество было для конфуцианца своеобразной отдушиной, возможностью высказаться, выразить свои взгляды и мысли. К тому же, литература мыслилась выражением мировых процессов и должна была служить способом передачи дао. 
Вьетнамская литература в силу исторических и географических причин испытала на себе огромное влияние китайской традиции. Китайская система литературных жанров, китайский литературный язык — вэньянь, чань-буддизм, конфуцианство и пр. прочно укоренились на территории Вьетнама, соединившись с особенностями национальной культуры. Одно из самых известных произведений императора, сборник новелл «Сочинения, оставленные императором Тхань-тонгом», с точки зрения жанровой принадлежности, восходит к китайским чуаньци, т.е. «повествованиям об удивительном». Кроме того некоторые сюжетные линии перекликаются с традиционными литературными мотивами в более ранних произведениях китайских авторов.. 
В пятнадцатом веке вьетнамская литература делает значительный шаг в своём развитии в первую очередь благодаря распространению литературы на родном языке. До этого времени собственно вьетнамский письменный язык был практически полностью вытеснен из сферы делопроизводства и литературы классическим китайским языком. После успешного восстания Ле Лоя против минской оккупации и установления вьетнамской монархии в 1428 году произошёл подъём национального самосознания, который отразился и на литературе. Победа в войне против китайской экспансии и долгожданная независимость вызвали предсказуемое стремление вьетнамского народа к развитию национальной культуры и родного языка.. Император Ле Тхань-тонг своим творчеством стремился укрепить авторитет произведений, написанных на родном языке. Вокруг него сформировался литературный кружок, сыгравший огромную роль в популяризации литературы на тьы-номе. Кружок, созданный императором, получил название «Собрание двадцати восьми звёзд словесности» («Tao đàn Nhị thập bát Tú») по числу входивших в него литераторов. На родном языке также написано его произведение «Десять заповедей о неприкаянных душах».

## Поэзия
В 1494 году император принял решение сформировать при дворе кружок литераторов, чтобы создавать произведения на родном языке. Кружок получил название «Собрание двадцати восьми звёзд словесности» по числу его участников. Деятельность кружка продолжалась до 1497, то есть вплоть до смерти императора. К сожалению, на сегодняшний день практически невозможно выделить произведения, действительно созданные придворным кружком литераторов. Некоторые сборники исследователи ошибочно приписывают «Собранию двадцати восьми звёзд словесности», тогда как многие стихотворения были написаны императором Ле Тхань-тонгом и членами кружка еще до основания его как такового, т. е. до 1494 года. Единственным произведением, безоговорочно признанным результатом творчества всех членов «Собрания двадцати восьми звёзд словесности», считается сборник стихотворений «Девять песен, сложенных в дивном саду». «Собрание двадцати восьми звёзд словесности» обычно называют литературным кружком при дворе императора, отмечая свободный, даже можно сказать «дружеский» характер отношений между его членами. Однако господствующая роль в кружке, а следовательно и в творческой деятельности отводилась императору Ле Тхань-тонгу. Именно император задавал темы для сочинительства, выбирал рифму, размер, остальным членам общества приходилось творить, следуя определённому образцу. Не стоит говорить об абсолютной идентичности и безликости стихотворений, созданных литературным кружком, но определённые рамки всё же существовали. Император ценил литературный талант придворных мужей, сравнение членов кружка со звёздами на небе лишь подтверждает высокую оценку их творчества. Однако это был кружок, сложившийся вокруг императора и подчиняющийся ему, и Ле Тхань-тонг был его безоговорочным лидером. Вьетнамский исследователь Буй Зуи Тан для описания творческого процесса «Собрания,...» использует глагол “xướng họa” , что можно переводить как «творить в кругу друзей», однако у морфемы “họa” есть значение «отвечать на чужие стихи своими, используя тот же ритм и размер». Действительно, уважительные отношения между членами кружка всё же сочетались с необходимостью следовать заданной модели, подчиняться созданным императором форме и содержанию.

## Проза
«Сочинения, оставленные императором Тхань-тонгом» являются самым известным прозаическим памятником творчества императора. Сборник состоит из девятнадцати новелл, написанных на ханване. Существует несколько мнений относительно происхождения и авторства данного литературного памятника:
- автором является сам император Ле Тхань-тонг, таким образом, произведения, составляющие сборник, могут быть датированы пятнадцатым веком;
- сборник есть не что иное, как поздняя искусная подделка. Аргументом, подтверждающим данную точку зрения, исследователи считают топонимы, использованные в тексте.
- частичное авторство Ле Тхань-тонга не оспаривается, однако, допускается, что некоторые изменения, а возможно и целые новеллы, были добавлены позднее[6].

В качестве художественных и композиционных особенностей сборника можно выделить следующие. 
Во-первых, в новеллах всегда присутствует элемент «удивительного». Удивительное понимается не как история о потусторонних силах, волшебных существах или духах, а как желание автора рассказать о каком-то случае, не вписывающемся в привычную жизнь, о каком-то странном, необычном событии, способном стать уроком для читателя. Более того, для Ле Тхань-тонга именно характеры персонажей стоят всегда на первом месте. В новеллах императора удивительное событие, чудеса и волшебство используются как фон, как необходимые условия, в которых раскрывается личность героев, демонстрируются их добродетели и пороки. 
Во-вторых, для новелл характерно наличие дидактической части, иначе говоря, части с нравоучениями. Манера использовать нравоучения пришла в художественную литературу из историографической прозы и нередко использовалась в произведении знаменитого историографа династии Хань Сыма Цяня "Исторические записки". Однако, будучи значимыми в литературе исторической, нравоучения играют не менее важную роль и в художественных произведениях. Главным образом, благодаря тому, что именно в дидактической части раскрывается основная идея текста, причина его создания и, более того, личное мнение автора, тогда как в основной части текста оно может быть совсем не очевидно. 
Наконец, новеллы обладают единой композиционной структурой. Новеллы зачастую начинаются с указания на пространственные или временные границы происходящего события, вводятся ключевые персонажи. Например: «Шёл четвёртый год под девизом правления Тхуан-тхиен..» или «В долине Округлой горы — Шон-ла, что в округе Хынг-хоа (Несчётные преображенья), жил юноша по имени Тю Шинь...». Далее следует повествование о том или ином удивительном событии, произошедшем с героями, завершается новелла дидактическим нравоучением от автора. Некоторые новеллы связаны между собой присутствием императора Ле Тхань-тонга, выступающего в качестве мудрого правителя, способного благодаря своей проницательности и справедливости разрешить любые неурядицы и конфликты, победить нечистые силы и вернуть мир в государстве. 
Несмотря на возможную «сатиричность» и «несерьёзность» некоторых произведений сборника, справедливость является одним из ключевых элементов повествования. Все персонажи, как положительные, так и отрицательные, получают то, что заслужили. Возмездие настигает героев, при этом оно может выражаться в разных формах. Это может быть рок, судьба, может быть помощь мудреца, а иногда справедливое наказание выносит сам император Ле Тхань-тонг, к которому персонажи обращаются как к мудрому и честному правителю.